# 387. pehotni polk (Italija)
387. pehotni polk Friuli je bil pehotni polk (Kraljeve) Italijanske kopenske vojske.

## Zgodovina
Polk je bil prvotno nastanjen na Korziki, razpuščen pa je bil v Neaplju.